# Шах (шахматы)
|   | a | b | c | d | e | f | g | h |   |
| - | --- | --- | --- | --- | --- | --- | --- | --- | - |
| 8 | a8 чёрная ладья · e8 чёрный крест · f8 чёрный крест · e7 чёрный крест · f7 чёрный король · g7 чёрный крест · f6 чёрный крест · g6 чёрный крест · b4 чёрная пешка · b3 чёрный круг · a2 белый слон · d2 белый король | a8 чёрная ладья · e8 чёрный крест · f8 чёрный крест · e7 чёрный крест · f7 чёрный король · g7 чёрный крест · f6 чёрный крест · g6 чёрный крест · b4 чёрная пешка · b3 чёрный круг · a2 белый слон · d2 белый король | a8 чёрная ладья · e8 чёрный крест · f8 чёрный крест · e7 чёрный крест · f7 чёрный король · g7 чёрный крест · f6 чёрный крест · g6 чёрный крест · b4 чёрная пешка · b3 чёрный круг · a2 белый слон · d2 белый король | a8 чёрная ладья · e8 чёрный крест · f8 чёрный крест · e7 чёрный крест · f7 чёрный король · g7 чёрный крест · f6 чёрный крест · g6 чёрный крест · b4 чёрная пешка · b3 чёрный круг · a2 белый слон · d2 белый король | a8 чёрная ладья · e8 чёрный крест · f8 чёрный крест · e7 чёрный крест · f7 чёрный король · g7 чёрный крест · f6 чёрный крест · g6 чёрный крест · b4 чёрная пешка · b3 чёрный круг · a2 белый слон · d2 белый король | a8 чёрная ладья · e8 чёрный крест · f8 чёрный крест · e7 чёрный крест · f7 чёрный король · g7 чёрный крест · f6 чёрный крест · g6 чёрный крест · b4 чёрная пешка · b3 чёрный круг · a2 белый слон · d2 белый король | a8 чёрная ладья · e8 чёрный крест · f8 чёрный крест · e7 чёрный крест · f7 чёрный король · g7 чёрный крест · f6 чёрный крест · g6 чёрный крест · b4 чёрная пешка · b3 чёрный круг · a2 белый слон · d2 белый король | a8 чёрная ладья · e8 чёрный крест · f8 чёрный крест · e7 чёрный крест · f7 чёрный король · g7 чёрный крест · f6 чёрный крест · g6 чёрный крест · b4 чёрная пешка · b3 чёрный круг · a2 белый слон · d2 белый король | 8 |
| 7 | a8 чёрная ладья · e8 чёрный крест · f8 чёрный крест · e7 чёрный крест · f7 чёрный король · g7 чёрный крест · f6 чёрный крест · g6 чёрный крест · b4 чёрная пешка · b3 чёрный круг · a2 белый слон · d2 белый король | a8 чёрная ладья · e8 чёрный крест · f8 чёрный крест · e7 чёрный крест · f7 чёрный король · g7 чёрный крест · f6 чёрный крест · g6 чёрный крест · b4 чёрная пешка · b3 чёрный круг · a2 белый слон · d2 белый король | a8 чёрная ладья · e8 чёрный крест · f8 чёрный крест · e7 чёрный крест · f7 чёрный король · g7 чёрный крест · f6 чёрный крест · g6 чёрный крест · b4 чёрная пешка · b3 чёрный круг · a2 белый слон · d2 белый король | a8 чёрная ладья · e8 чёрный крест · f8 чёрный крест · e7 чёрный крест · f7 чёрный король · g7 чёрный крест · f6 чёрный крест · g6 чёрный крест · b4 чёрная пешка · b3 чёрный круг · a2 белый слон · d2 белый король | a8 чёрная ладья · e8 чёрный крест · f8 чёрный крест · e7 чёрный крест · f7 чёрный король · g7 чёрный крест · f6 чёрный крест · g6 чёрный крест · b4 чёрная пешка · b3 чёрный круг · a2 белый слон · d2 белый король | a8 чёрная ладья · e8 чёрный крест · f8 чёрный крест · e7 чёрный крест · f7 чёрный король · g7 чёрный крест · f6 чёрный крест · g6 чёрный крест · b4 чёрная пешка · b3 чёрный круг · a2 белый слон · d2 белый король | a8 чёрная ладья · e8 чёрный крест · f8 чёрный крест · e7 чёрный крест · f7 чёрный король · g7 чёрный крест · f6 чёрный крест · g6 чёрный крест · b4 чёрная пешка · b3 чёрный круг · a2 белый слон · d2 белый король | a8 чёрная ладья · e8 чёрный крест · f8 чёрный крест · e7 чёрный крест · f7 чёрный король · g7 чёрный крест · f6 чёрный крест · g6 чёрный крест · b4 чёрная пешка · b3 чёрный круг · a2 белый слон · d2 белый король | 7 |
| 6 | a8 чёрная ладья · e8 чёрный крест · f8 чёрный крест · e7 чёрный крест · f7 чёрный король · g7 чёрный крест · f6 чёрный крест · g6 чёрный крест · b4 чёрная пешка · b3 чёрный круг · a2 белый слон · d2 белый король | a8 чёрная ладья · e8 чёрный крест · f8 чёрный крест · e7 чёрный крест · f7 чёрный король · g7 чёрный крест · f6 чёрный крест · g6 чёрный крест · b4 чёрная пешка · b3 чёрный круг · a2 белый слон · d2 белый король | a8 чёрная ладья · e8 чёрный крест · f8 чёрный крест · e7 чёрный крест · f7 чёрный король · g7 чёрный крест · f6 чёрный крест · g6 чёрный крест · b4 чёрная пешка · b3 чёрный круг · a2 белый слон · d2 белый король | a8 чёрная ладья · e8 чёрный крест · f8 чёрный крест · e7 чёрный крест · f7 чёрный король · g7 чёрный крест · f6 чёрный крест · g6 чёрный крест · b4 чёрная пешка · b3 чёрный круг · a2 белый слон · d2 белый король | a8 чёрная ладья · e8 чёрный крест · f8 чёрный крест · e7 чёрный крест · f7 чёрный король · g7 чёрный крест · f6 чёрный крест · g6 чёрный крест · b4 чёрная пешка · b3 чёрный круг · a2 белый слон · d2 белый король | a8 чёрная ладья · e8 чёрный крест · f8 чёрный крест · e7 чёрный крест · f7 чёрный король · g7 чёрный крест · f6 чёрный крест · g6 чёрный крест · b4 чёрная пешка · b3 чёрный круг · a2 белый слон · d2 белый король | a8 чёрная ладья · e8 чёрный крест · f8 чёрный крест · e7 чёрный крест · f7 чёрный король · g7 чёрный крест · f6 чёрный крест · g6 чёрный крест · b4 чёрная пешка · b3 чёрный круг · a2 белый слон · d2 белый король | a8 чёрная ладья · e8 чёрный крест · f8 чёрный крест · e7 чёрный крест · f7 чёрный король · g7 чёрный крест · f6 чёрный крест · g6 чёрный крест · b4 чёрная пешка · b3 чёрный круг · a2 белый слон · d2 белый король | 6 |
| 5 | a8 чёрная ладья · e8 чёрный крест · f8 чёрный крест · e7 чёрный крест · f7 чёрный король · g7 чёрный крест · f6 чёрный крест · g6 чёрный крест · b4 чёрная пешка · b3 чёрный круг · a2 белый слон · d2 белый король | a8 чёрная ладья · e8 чёрный крест · f8 чёрный крест · e7 чёрный крест · f7 чёрный король · g7 чёрный крест · f6 чёрный крест · g6 чёрный крест · b4 чёрная пешка · b3 чёрный круг · a2 белый слон · d2 белый король | a8 чёрная ладья · e8 чёрный крест · f8 чёрный крест · e7 чёрный крест · f7 чёрный король · g7 чёрный крест · f6 чёрный крест · g6 чёрный крест · b4 чёрная пешка · b3 чёрный круг · a2 белый слон · d2 белый король | a8 чёрная ладья · e8 чёрный крест · f8 чёрный крест · e7 чёрный крест · f7 чёрный король · g7 чёрный крест · f6 чёрный крест · g6 чёрный крест · b4 чёрная пешка · b3 чёрный круг · a2 белый слон · d2 белый король | a8 чёрная ладья · e8 чёрный крест · f8 чёрный крест · e7 чёрный крест · f7 чёрный король · g7 чёрный крест · f6 чёрный крест · g6 чёрный крест · b4 чёрная пешка · b3 чёрный круг · a2 белый слон · d2 белый король | a8 чёрная ладья · e8 чёрный крест · f8 чёрный крест · e7 чёрный крест · f7 чёрный король · g7 чёрный крест · f6 чёрный крест · g6 чёрный крест · b4 чёрная пешка · b3 чёрный круг · a2 белый слон · d2 белый король | a8 чёрная ладья · e8 чёрный крест · f8 чёрный крест · e7 чёрный крест · f7 чёрный король · g7 чёрный крест · f6 чёрный крест · g6 чёрный крест · b4 чёрная пешка · b3 чёрный круг · a2 белый слон · d2 белый король | a8 чёрная ладья · e8 чёрный крест · f8 чёрный крест · e7 чёрный крест · f7 чёрный король · g7 чёрный крест · f6 чёрный крест · g6 чёрный крест · b4 чёрная пешка · b3 чёрный круг · a2 белый слон · d2 белый король | 5 |
| 4 | a8 чёрная ладья · e8 чёрный крест · f8 чёрный крест · e7 чёрный крест · f7 чёрный король · g7 чёрный крест · f6 чёрный крест · g6 чёрный крест · b4 чёрная пешка · b3 чёрный круг · a2 белый слон · d2 белый король | a8 чёрная ладья · e8 чёрный крест · f8 чёрный крест · e7 чёрный крест · f7 чёрный король · g7 чёрный крест · f6 чёрный крест · g6 чёрный крест · b4 чёрная пешка · b3 чёрный круг · a2 белый слон · d2 белый король | a8 чёрная ладья · e8 чёрный крест · f8 чёрный крест · e7 чёрный крест · f7 чёрный король · g7 чёрный крест · f6 чёрный крест · g6 чёрный крест · b4 чёрная пешка · b3 чёрный круг · a2 белый слон · d2 белый король | a8 чёрная ладья · e8 чёрный крест · f8 чёрный крест · e7 чёрный крест · f7 чёрный король · g7 чёрный крест · f6 чёрный крест · g6 чёрный крест · b4 чёрная пешка · b3 чёрный круг · a2 белый слон · d2 белый король | a8 чёрная ладья · e8 чёрный крест · f8 чёрный крест · e7 чёрный крест · f7 чёрный король · g7 чёрный крест · f6 чёрный крест · g6 чёрный крест · b4 чёрная пешка · b3 чёрный круг · a2 белый слон · d2 белый король | a8 чёрная ладья · e8 чёрный крест · f8 чёрный крест · e7 чёрный крест · f7 чёрный король · g7 чёрный крест · f6 чёрный крест · g6 чёрный крест · b4 чёрная пешка · b3 чёрный круг · a2 белый слон · d2 белый король | a8 чёрная ладья · e8 чёрный крест · f8 чёрный крест · e7 чёрный крест · f7 чёрный король · g7 чёрный крест · f6 чёрный крест · g6 чёрный крест · b4 чёрная пешка · b3 чёрный круг · a2 белый слон · d2 белый король | a8 чёрная ладья · e8 чёрный крест · f8 чёрный крест · e7 чёрный крест · f7 чёрный король · g7 чёрный крест · f6 чёрный крест · g6 чёрный крест · b4 чёрная пешка · b3 чёрный круг · a2 белый слон · d2 белый король | 4 |
| 3 | a8 чёрная ладья · e8 чёрный крест · f8 чёрный крест · e7 чёрный крест · f7 чёрный король · g7 чёрный крест · f6 чёрный крест · g6 чёрный крест · b4 чёрная пешка · b3 чёрный круг · a2 белый слон · d2 белый король | a8 чёрная ладья · e8 чёрный крест · f8 чёрный крест · e7 чёрный крест · f7 чёрный король · g7 чёрный крест · f6 чёрный крест · g6 чёрный крест · b4 чёрная пешка · b3 чёрный круг · a2 белый слон · d2 белый король | a8 чёрная ладья · e8 чёрный крест · f8 чёрный крест · e7 чёрный крест · f7 чёрный король · g7 чёрный крест · f6 чёрный крест · g6 чёрный крест · b4 чёрная пешка · b3 чёрный круг · a2 белый слон · d2 белый король | a8 чёрная ладья · e8 чёрный крест · f8 чёрный крест · e7 чёрный крест · f7 чёрный король · g7 чёрный крест · f6 чёрный крест · g6 чёрный крест · b4 чёрная пешка · b3 чёрный круг · a2 белый слон · d2 белый король | a8 чёрная ладья · e8 чёрный крест · f8 чёрный крест · e7 чёрный крест · f7 чёрный король · g7 чёрный крест · f6 чёрный крест · g6 чёрный крест · b4 чёрная пешка · b3 чёрный круг · a2 белый слон · d2 белый король | a8 чёрная ладья · e8 чёрный крест · f8 чёрный крест · e7 чёрный крест · f7 чёрный король · g7 чёрный крест · f6 чёрный крест · g6 чёрный крест · b4 чёрная пешка · b3 чёрный круг · a2 белый слон · d2 белый король | a8 чёрная ладья · e8 чёрный крест · f8 чёрный крест · e7 чёрный крест · f7 чёрный король · g7 чёрный крест · f6 чёрный крест · g6 чёрный крест · b4 чёрная пешка · b3 чёрный круг · a2 белый слон · d2 белый король | a8 чёрная ладья · e8 чёрный крест · f8 чёрный крест · e7 чёрный крест · f7 чёрный король · g7 чёрный крест · f6 чёрный крест · g6 чёрный крест · b4 чёрная пешка · b3 чёрный круг · a2 белый слон · d2 белый король | 3 |
| 2 | a8 чёрная ладья · e8 чёрный крест · f8 чёрный крест · e7 чёрный крест · f7 чёрный король · g7 чёрный крест · f6 чёрный крест · g6 чёрный крест · b4 чёрная пешка · b3 чёрный круг · a2 белый слон · d2 белый король | a8 чёрная ладья · e8 чёрный крест · f8 чёрный крест · e7 чёрный крест · f7 чёрный король · g7 чёрный крест · f6 чёрный крест · g6 чёрный крест · b4 чёрная пешка · b3 чёрный круг · a2 белый слон · d2 белый король | a8 чёрная ладья · e8 чёрный крест · f8 чёрный крест · e7 чёрный крест · f7 чёрный король · g7 чёрный крест · f6 чёрный крест · g6 чёрный крест · b4 чёрная пешка · b3 чёрный круг · a2 белый слон · d2 белый король | a8 чёрная ладья · e8 чёрный крест · f8 чёрный крест · e7 чёрный крест · f7 чёрный король · g7 чёрный крест · f6 чёрный крест · g6 чёрный крест · b4 чёрная пешка · b3 чёрный круг · a2 белый слон · d2 белый король | a8 чёрная ладья · e8 чёрный крест · f8 чёрный крест · e7 чёрный крест · f7 чёрный король · g7 чёрный крест · f6 чёрный крест · g6 чёрный крест · b4 чёрная пешка · b3 чёрный круг · a2 белый слон · d2 белый король | a8 чёрная ладья · e8 чёрный крест · f8 чёрный крест · e7 чёрный крест · f7 чёрный король · g7 чёрный крест · f6 чёрный крест · g6 чёрный крест · b4 чёрная пешка · b3 чёрный круг · a2 белый слон · d2 белый король | a8 чёрная ладья · e8 чёрный крест · f8 чёрный крест · e7 чёрный крест · f7 чёрный король · g7 чёрный крест · f6 чёрный крест · g6 чёрный крест · b4 чёрная пешка · b3 чёрный круг · a2 белый слон · d2 белый король | a8 чёрная ладья · e8 чёрный крест · f8 чёрный крест · e7 чёрный крест · f7 чёрный король · g7 чёрный крест · f6 чёрный крест · g6 чёрный крест · b4 чёрная пешка · b3 чёрный круг · a2 белый слон · d2 белый король | 2 |
| 1 | a8 чёрная ладья · e8 чёрный крест · f8 чёрный крест · e7 чёрный крест · f7 чёрный король · g7 чёрный крест · f6 чёрный крест · g6 чёрный крест · b4 чёрная пешка · b3 чёрный круг · a2 белый слон · d2 белый король | a8 чёрная ладья · e8 чёрный крест · f8 чёрный крест · e7 чёрный крест · f7 чёрный король · g7 чёрный крест · f6 чёрный крест · g6 чёрный крест · b4 чёрная пешка · b3 чёрный круг · a2 белый слон · d2 белый король | a8 чёрная ладья · e8 чёрный крест · f8 чёрный крест · e7 чёрный крест · f7 чёрный король · g7 чёрный крест · f6 чёрный крест · g6 чёрный крест · b4 чёрная пешка · b3 чёрный круг · a2 белый слон · d2 белый король | a8 чёрная ладья · e8 чёрный крест · f8 чёрный крест · e7 чёрный крест · f7 чёрный король · g7 чёрный крест · f6 чёрный крест · g6 чёрный крест · b4 чёрная пешка · b3 чёрный круг · a2 белый слон · d2 белый король | a8 чёрная ладья · e8 чёрный крест · f8 чёрный крест · e7 чёрный крест · f7 чёрный король · g7 чёрный крест · f6 чёрный крест · g6 чёрный крест · b4 чёрная пешка · b3 чёрный круг · a2 белый слон · d2 белый король | a8 чёрная ладья · e8 чёрный крест · f8 чёрный крест · e7 чёрный крест · f7 чёрный король · g7 чёрный крест · f6 чёрный крест · g6 чёрный крест · b4 чёрная пешка · b3 чёрный круг · a2 белый слон · d2 белый король | a8 чёрная ладья · e8 чёрный крест · f8 чёрный крест · e7 чёрный крест · f7 чёрный король · g7 чёрный крест · f6 чёрный крест · g6 чёрный крест · b4 чёрная пешка · b3 чёрный круг · a2 белый слон · d2 белый король | a8 чёрная ладья · e8 чёрный крест · f8 чёрный крест · e7 чёрный крест · f7 чёрный король · g7 чёрный крест · f6 чёрный крест · g6 чёрный крест · b4 чёрная пешка · b3 чёрный круг · a2 белый слон · d2 белый король | 1 |
|   | a | b | c | d | e | f | g | h |   |

Шах — ситуация в шахматах и их вариантах, когда король находится под боем, то есть  под угрозой взятия на следующем ходу. Правилами шахмат для игрока запрещён ход, после которого его король оказывается под шахом, даже если этот шах следует от связанной фигуры или же короля противника. Если от шаха нет защиты, объявляется мат.
Шах может быть объявлен после хода любой фигуры или пешки. Однако король может атаковать короля противника лишь при помощи «вскрытого» шаха (см. ниже), иначе атакующий король сам подставился бы под шах, что запрещено. В алгебраической нотации шах обозначается знаком плюс (+).
Слово «шах» происходит от титула монарха (см. Шах) в персидском, арабском и некоторых других языках Ближнего и Среднего Востока.
Также при шахе король может атаковать фигуру, чтобы выйти из него.
На диаграмме 1 белый слон на поле a2 делает шах королю соперника на f7.

## Выход из шаха
По правилам шахмат, игрок, чей король оказался под шахом, своим следующим ходом обязан вывести короля из-под шаха (по завершении хода король не должен остаться или опять оказаться под шахом), что может быть сделано одним из трёх способов:
1. Пойти королём (в том числе со взятием другой фигуры или пешки, даже если именно она атакует короля[2]) на любое соседнее поле, не находящееся под боем ни одной из фигур противника (включая короля и пешки) и не занятое фигурой или пешкой того же цвета, что и король; при этом уход из-под шаха с помощью рокировки запрещён.
2. Прикрыть короля, поставив на пути угрожающей ему фигуры свою (данный способ нельзя применить, если король атакован конём, если дающая шах фигура стоит вплотную к королю (что исключает, в частности, прикрытие короля от атаки пешкой) или если поставлен двойной шах).
3. Взять другой фигурой или пешкой фигуру противника, угрожающую королю (данный способ нельзя применить в ситуации двойного шаха, или если берущая фигура или пешка связана другой фигурой).

Если ни одним из указанных способов уйти из-под шаха невозможно, позиция называется мат; игрок, оказавшийся в ней, считается проигравшим.

## Вечный шах
|   | a | b | c | d | e | f | g | h |   |
| - | --- | --- | --- | --- | --- | --- | --- | --- | - |
| 8 | g8 чёрный король · f7 чёрная пешка · g7 чёрная пешка · c6 белый ферзь · h6 чёрная пешка · f3 белая пешка · h3 белая пешка · a2 чёрная ладья · d2 чёрный ферзь · g2 белая пешка · g1 белый король | g8 чёрный король · f7 чёрная пешка · g7 чёрная пешка · c6 белый ферзь · h6 чёрная пешка · f3 белая пешка · h3 белая пешка · a2 чёрная ладья · d2 чёрный ферзь · g2 белая пешка · g1 белый король | g8 чёрный король · f7 чёрная пешка · g7 чёрная пешка · c6 белый ферзь · h6 чёрная пешка · f3 белая пешка · h3 белая пешка · a2 чёрная ладья · d2 чёрный ферзь · g2 белая пешка · g1 белый король | g8 чёрный король · f7 чёрная пешка · g7 чёрная пешка · c6 белый ферзь · h6 чёрная пешка · f3 белая пешка · h3 белая пешка · a2 чёрная ладья · d2 чёрный ферзь · g2 белая пешка · g1 белый король | g8 чёрный король · f7 чёрная пешка · g7 чёрная пешка · c6 белый ферзь · h6 чёрная пешка · f3 белая пешка · h3 белая пешка · a2 чёрная ладья · d2 чёрный ферзь · g2 белая пешка · g1 белый король | g8 чёрный король · f7 чёрная пешка · g7 чёрная пешка · c6 белый ферзь · h6 чёрная пешка · f3 белая пешка · h3 белая пешка · a2 чёрная ладья · d2 чёрный ферзь · g2 белая пешка · g1 белый король | g8 чёрный король · f7 чёрная пешка · g7 чёрная пешка · c6 белый ферзь · h6 чёрная пешка · f3 белая пешка · h3 белая пешка · a2 чёрная ладья · d2 чёрный ферзь · g2 белая пешка · g1 белый король | g8 чёрный король · f7 чёрная пешка · g7 чёрная пешка · c6 белый ферзь · h6 чёрная пешка · f3 белая пешка · h3 белая пешка · a2 чёрная ладья · d2 чёрный ферзь · g2 белая пешка · g1 белый король | 8 |
| 7 | g8 чёрный король · f7 чёрная пешка · g7 чёрная пешка · c6 белый ферзь · h6 чёрная пешка · f3 белая пешка · h3 белая пешка · a2 чёрная ладья · d2 чёрный ферзь · g2 белая пешка · g1 белый король | g8 чёрный король · f7 чёрная пешка · g7 чёрная пешка · c6 белый ферзь · h6 чёрная пешка · f3 белая пешка · h3 белая пешка · a2 чёрная ладья · d2 чёрный ферзь · g2 белая пешка · g1 белый король | g8 чёрный король · f7 чёрная пешка · g7 чёрная пешка · c6 белый ферзь · h6 чёрная пешка · f3 белая пешка · h3 белая пешка · a2 чёрная ладья · d2 чёрный ферзь · g2 белая пешка · g1 белый король | g8 чёрный король · f7 чёрная пешка · g7 чёрная пешка · c6 белый ферзь · h6 чёрная пешка · f3 белая пешка · h3 белая пешка · a2 чёрная ладья · d2 чёрный ферзь · g2 белая пешка · g1 белый король | g8 чёрный король · f7 чёрная пешка · g7 чёрная пешка · c6 белый ферзь · h6 чёрная пешка · f3 белая пешка · h3 белая пешка · a2 чёрная ладья · d2 чёрный ферзь · g2 белая пешка · g1 белый король | g8 чёрный король · f7 чёрная пешка · g7 чёрная пешка · c6 белый ферзь · h6 чёрная пешка · f3 белая пешка · h3 белая пешка · a2 чёрная ладья · d2 чёрный ферзь · g2 белая пешка · g1 белый король | g8 чёрный король · f7 чёрная пешка · g7 чёрная пешка · c6 белый ферзь · h6 чёрная пешка · f3 белая пешка · h3 белая пешка · a2 чёрная ладья · d2 чёрный ферзь · g2 белая пешка · g1 белый король | g8 чёрный король · f7 чёрная пешка · g7 чёрная пешка · c6 белый ферзь · h6 чёрная пешка · f3 белая пешка · h3 белая пешка · a2 чёрная ладья · d2 чёрный ферзь · g2 белая пешка · g1 белый король | 7 |
| 6 | g8 чёрный король · f7 чёрная пешка · g7 чёрная пешка · c6 белый ферзь · h6 чёрная пешка · f3 белая пешка · h3 белая пешка · a2 чёрная ладья · d2 чёрный ферзь · g2 белая пешка · g1 белый король | g8 чёрный король · f7 чёрная пешка · g7 чёрная пешка · c6 белый ферзь · h6 чёрная пешка · f3 белая пешка · h3 белая пешка · a2 чёрная ладья · d2 чёрный ферзь · g2 белая пешка · g1 белый король | g8 чёрный король · f7 чёрная пешка · g7 чёрная пешка · c6 белый ферзь · h6 чёрная пешка · f3 белая пешка · h3 белая пешка · a2 чёрная ладья · d2 чёрный ферзь · g2 белая пешка · g1 белый король | g8 чёрный король · f7 чёрная пешка · g7 чёрная пешка · c6 белый ферзь · h6 чёрная пешка · f3 белая пешка · h3 белая пешка · a2 чёрная ладья · d2 чёрный ферзь · g2 белая пешка · g1 белый король | g8 чёрный король · f7 чёрная пешка · g7 чёрная пешка · c6 белый ферзь · h6 чёрная пешка · f3 белая пешка · h3 белая пешка · a2 чёрная ладья · d2 чёрный ферзь · g2 белая пешка · g1 белый король | g8 чёрный король · f7 чёрная пешка · g7 чёрная пешка · c6 белый ферзь · h6 чёрная пешка · f3 белая пешка · h3 белая пешка · a2 чёрная ладья · d2 чёрный ферзь · g2 белая пешка · g1 белый король | g8 чёрный король · f7 чёрная пешка · g7 чёрная пешка · c6 белый ферзь · h6 чёрная пешка · f3 белая пешка · h3 белая пешка · a2 чёрная ладья · d2 чёрный ферзь · g2 белая пешка · g1 белый король | g8 чёрный король · f7 чёрная пешка · g7 чёрная пешка · c6 белый ферзь · h6 чёрная пешка · f3 белая пешка · h3 белая пешка · a2 чёрная ладья · d2 чёрный ферзь · g2 белая пешка · g1 белый король | 6 |
| 5 | g8 чёрный король · f7 чёрная пешка · g7 чёрная пешка · c6 белый ферзь · h6 чёрная пешка · f3 белая пешка · h3 белая пешка · a2 чёрная ладья · d2 чёрный ферзь · g2 белая пешка · g1 белый король | g8 чёрный король · f7 чёрная пешка · g7 чёрная пешка · c6 белый ферзь · h6 чёрная пешка · f3 белая пешка · h3 белая пешка · a2 чёрная ладья · d2 чёрный ферзь · g2 белая пешка · g1 белый король | g8 чёрный король · f7 чёрная пешка · g7 чёрная пешка · c6 белый ферзь · h6 чёрная пешка · f3 белая пешка · h3 белая пешка · a2 чёрная ладья · d2 чёрный ферзь · g2 белая пешка · g1 белый король | g8 чёрный король · f7 чёрная пешка · g7 чёрная пешка · c6 белый ферзь · h6 чёрная пешка · f3 белая пешка · h3 белая пешка · a2 чёрная ладья · d2 чёрный ферзь · g2 белая пешка · g1 белый король | g8 чёрный король · f7 чёрная пешка · g7 чёрная пешка · c6 белый ферзь · h6 чёрная пешка · f3 белая пешка · h3 белая пешка · a2 чёрная ладья · d2 чёрный ферзь · g2 белая пешка · g1 белый король | g8 чёрный король · f7 чёрная пешка · g7 чёрная пешка · c6 белый ферзь · h6 чёрная пешка · f3 белая пешка · h3 белая пешка · a2 чёрная ладья · d2 чёрный ферзь · g2 белая пешка · g1 белый король | g8 чёрный король · f7 чёрная пешка · g7 чёрная пешка · c6 белый ферзь · h6 чёрная пешка · f3 белая пешка · h3 белая пешка · a2 чёрная ладья · d2 чёрный ферзь · g2 белая пешка · g1 белый король | g8 чёрный король · f7 чёрная пешка · g7 чёрная пешка · c6 белый ферзь · h6 чёрная пешка · f3 белая пешка · h3 белая пешка · a2 чёрная ладья · d2 чёрный ферзь · g2 белая пешка · g1 белый король | 5 |
| 4 | g8 чёрный король · f7 чёрная пешка · g7 чёрная пешка · c6 белый ферзь · h6 чёрная пешка · f3 белая пешка · h3 белая пешка · a2 чёрная ладья · d2 чёрный ферзь · g2 белая пешка · g1 белый король | g8 чёрный король · f7 чёрная пешка · g7 чёрная пешка · c6 белый ферзь · h6 чёрная пешка · f3 белая пешка · h3 белая пешка · a2 чёрная ладья · d2 чёрный ферзь · g2 белая пешка · g1 белый король | g8 чёрный король · f7 чёрная пешка · g7 чёрная пешка · c6 белый ферзь · h6 чёрная пешка · f3 белая пешка · h3 белая пешка · a2 чёрная ладья · d2 чёрный ферзь · g2 белая пешка · g1 белый король | g8 чёрный король · f7 чёрная пешка · g7 чёрная пешка · c6 белый ферзь · h6 чёрная пешка · f3 белая пешка · h3 белая пешка · a2 чёрная ладья · d2 чёрный ферзь · g2 белая пешка · g1 белый король | g8 чёрный король · f7 чёрная пешка · g7 чёрная пешка · c6 белый ферзь · h6 чёрная пешка · f3 белая пешка · h3 белая пешка · a2 чёрная ладья · d2 чёрный ферзь · g2 белая пешка · g1 белый король | g8 чёрный король · f7 чёрная пешка · g7 чёрная пешка · c6 белый ферзь · h6 чёрная пешка · f3 белая пешка · h3 белая пешка · a2 чёрная ладья · d2 чёрный ферзь · g2 белая пешка · g1 белый король | g8 чёрный король · f7 чёрная пешка · g7 чёрная пешка · c6 белый ферзь · h6 чёрная пешка · f3 белая пешка · h3 белая пешка · a2 чёрная ладья · d2 чёрный ферзь · g2 белая пешка · g1 белый король | g8 чёрный король · f7 чёрная пешка · g7 чёрная пешка · c6 белый ферзь · h6 чёрная пешка · f3 белая пешка · h3 белая пешка · a2 чёрная ладья · d2 чёрный ферзь · g2 белая пешка · g1 белый король | 4 |
| 3 | g8 чёрный король · f7 чёрная пешка · g7 чёрная пешка · c6 белый ферзь · h6 чёрная пешка · f3 белая пешка · h3 белая пешка · a2 чёрная ладья · d2 чёрный ферзь · g2 белая пешка · g1 белый король | g8 чёрный король · f7 чёрная пешка · g7 чёрная пешка · c6 белый ферзь · h6 чёрная пешка · f3 белая пешка · h3 белая пешка · a2 чёрная ладья · d2 чёрный ферзь · g2 белая пешка · g1 белый король | g8 чёрный король · f7 чёрная пешка · g7 чёрная пешка · c6 белый ферзь · h6 чёрная пешка · f3 белая пешка · h3 белая пешка · a2 чёрная ладья · d2 чёрный ферзь · g2 белая пешка · g1 белый король | g8 чёрный король · f7 чёрная пешка · g7 чёрная пешка · c6 белый ферзь · h6 чёрная пешка · f3 белая пешка · h3 белая пешка · a2 чёрная ладья · d2 чёрный ферзь · g2 белая пешка · g1 белый король | g8 чёрный король · f7 чёрная пешка · g7 чёрная пешка · c6 белый ферзь · h6 чёрная пешка · f3 белая пешка · h3 белая пешка · a2 чёрная ладья · d2 чёрный ферзь · g2 белая пешка · g1 белый король | g8 чёрный король · f7 чёрная пешка · g7 чёрная пешка · c6 белый ферзь · h6 чёрная пешка · f3 белая пешка · h3 белая пешка · a2 чёрная ладья · d2 чёрный ферзь · g2 белая пешка · g1 белый король | g8 чёрный король · f7 чёрная пешка · g7 чёрная пешка · c6 белый ферзь · h6 чёрная пешка · f3 белая пешка · h3 белая пешка · a2 чёрная ладья · d2 чёрный ферзь · g2 белая пешка · g1 белый король | g8 чёрный король · f7 чёрная пешка · g7 чёрная пешка · c6 белый ферзь · h6 чёрная пешка · f3 белая пешка · h3 белая пешка · a2 чёрная ладья · d2 чёрный ферзь · g2 белая пешка · g1 белый король | 3 |
| 2 | g8 чёрный король · f7 чёрная пешка · g7 чёрная пешка · c6 белый ферзь · h6 чёрная пешка · f3 белая пешка · h3 белая пешка · a2 чёрная ладья · d2 чёрный ферзь · g2 белая пешка · g1 белый король | g8 чёрный король · f7 чёрная пешка · g7 чёрная пешка · c6 белый ферзь · h6 чёрная пешка · f3 белая пешка · h3 белая пешка · a2 чёрная ладья · d2 чёрный ферзь · g2 белая пешка · g1 белый король | g8 чёрный король · f7 чёрная пешка · g7 чёрная пешка · c6 белый ферзь · h6 чёрная пешка · f3 белая пешка · h3 белая пешка · a2 чёрная ладья · d2 чёрный ферзь · g2 белая пешка · g1 белый король | g8 чёрный король · f7 чёрная пешка · g7 чёрная пешка · c6 белый ферзь · h6 чёрная пешка · f3 белая пешка · h3 белая пешка · a2 чёрная ладья · d2 чёрный ферзь · g2 белая пешка · g1 белый король | g8 чёрный король · f7 чёрная пешка · g7 чёрная пешка · c6 белый ферзь · h6 чёрная пешка · f3 белая пешка · h3 белая пешка · a2 чёрная ладья · d2 чёрный ферзь · g2 белая пешка · g1 белый король | g8 чёрный король · f7 чёрная пешка · g7 чёрная пешка · c6 белый ферзь · h6 чёрная пешка · f3 белая пешка · h3 белая пешка · a2 чёрная ладья · d2 чёрный ферзь · g2 белая пешка · g1 белый король | g8 чёрный король · f7 чёрная пешка · g7 чёрная пешка · c6 белый ферзь · h6 чёрная пешка · f3 белая пешка · h3 белая пешка · a2 чёрная ладья · d2 чёрный ферзь · g2 белая пешка · g1 белый король | g8 чёрный король · f7 чёрная пешка · g7 чёрная пешка · c6 белый ферзь · h6 чёрная пешка · f3 белая пешка · h3 белая пешка · a2 чёрная ладья · d2 чёрный ферзь · g2 белая пешка · g1 белый король | 2 |
| 1 | g8 чёрный король · f7 чёрная пешка · g7 чёрная пешка · c6 белый ферзь · h6 чёрная пешка · f3 белая пешка · h3 белая пешка · a2 чёрная ладья · d2 чёрный ферзь · g2 белая пешка · g1 белый король | g8 чёрный король · f7 чёрная пешка · g7 чёрная пешка · c6 белый ферзь · h6 чёрная пешка · f3 белая пешка · h3 белая пешка · a2 чёрная ладья · d2 чёрный ферзь · g2 белая пешка · g1 белый король | g8 чёрный король · f7 чёрная пешка · g7 чёрная пешка · c6 белый ферзь · h6 чёрная пешка · f3 белая пешка · h3 белая пешка · a2 чёрная ладья · d2 чёрный ферзь · g2 белая пешка · g1 белый король | g8 чёрный король · f7 чёрная пешка · g7 чёрная пешка · c6 белый ферзь · h6 чёрная пешка · f3 белая пешка · h3 белая пешка · a2 чёрная ладья · d2 чёрный ферзь · g2 белая пешка · g1 белый король | g8 чёрный король · f7 чёрная пешка · g7 чёрная пешка · c6 белый ферзь · h6 чёрная пешка · f3 белая пешка · h3 белая пешка · a2 чёрная ладья · d2 чёрный ферзь · g2 белая пешка · g1 белый король | g8 чёрный король · f7 чёрная пешка · g7 чёрная пешка · c6 белый ферзь · h6 чёрная пешка · f3 белая пешка · h3 белая пешка · a2 чёрная ладья · d2 чёрный ферзь · g2 белая пешка · g1 белый король | g8 чёрный король · f7 чёрная пешка · g7 чёрная пешка · c6 белый ферзь · h6 чёрная пешка · f3 белая пешка · h3 белая пешка · a2 чёрная ладья · d2 чёрный ферзь · g2 белая пешка · g1 белый король | g8 чёрный король · f7 чёрная пешка · g7 чёрная пешка · c6 белый ферзь · h6 чёрная пешка · f3 белая пешка · h3 белая пешка · a2 чёрная ладья · d2 чёрный ферзь · g2 белая пешка · g1 белый король | 1 |
|   | a | b | c | d | e | f | g | h |   |

«Вечный» шах — ситуация в партии, характеризующаяся следующими особенностями:
- один из игроков объявляет шах королю противника;
- после ухода противника от шаха игрок сразу же объявляет шах повторно;
- последовательность уходов и шахов продолжается, причём позиции в какой-то момент начинают повторяться, и избежать этого игрок, оказывающийся под шахом, не может.

## Вскрытый шах
Вскрытый (открытый) шах — ситуация, когда король оказывается под ударом не той фигуры или пешки, которой сделан ход, а той, которая находилась позади неё (это может быть слон, ладья или ферзь), то есть пешка или фигура, которой пошёл игрок (любая, кроме ферзя), «вскрывает» линию атаки угрожающей фигуры (см. также Освобождение линии). Опасен тем, что фигура, которой ходит игрок, не может быть взята противником в последующий ход (если только не самим королём при уходе из-под шаха), а значит, ей открывается большой простор для следующего хода.
Встречается ещё одна разновидность вскрытого шаха, когда пешка берёт пешку противника «на проходе», и после этого взятия открывается линия для шахующей фигуры.

## Двойной шах
|   | a | b | c | d | e | f | g | h |   |
| - | --- | --- | --- | --- | --- | --- | --- | --- | - |
| 8 | a8 чёрная ладья · d8 чёрный ферзь · e8 чёрный король · f8 чёрный слон · h8 чёрная ладья · c7 белый конь · f7 чёрная пешка · g7 чёрная пешка · a6 чёрная пешка · d6 чёрная пешка · e6 чёрная пешка · h6 чёрная пешка · a4 белый ферзь · e4 белая пешка · g4 чёрный конь · h4 белая пешка · a2 белая пешка · b2 белая пешка · c2 белая пешка · f2 белая пешка · a1 белая ладья · c1 белый слон · e1 белый король · f1 белый слон | a8 чёрная ладья · d8 чёрный ферзь · e8 чёрный король · f8 чёрный слон · h8 чёрная ладья · c7 белый конь · f7 чёрная пешка · g7 чёрная пешка · a6 чёрная пешка · d6 чёрная пешка · e6 чёрная пешка · h6 чёрная пешка · a4 белый ферзь · e4 белая пешка · g4 чёрный конь · h4 белая пешка · a2 белая пешка · b2 белая пешка · c2 белая пешка · f2 белая пешка · a1 белая ладья · c1 белый слон · e1 белый король · f1 белый слон | a8 чёрная ладья · d8 чёрный ферзь · e8 чёрный король · f8 чёрный слон · h8 чёрная ладья · c7 белый конь · f7 чёрная пешка · g7 чёрная пешка · a6 чёрная пешка · d6 чёрная пешка · e6 чёрная пешка · h6 чёрная пешка · a4 белый ферзь · e4 белая пешка · g4 чёрный конь · h4 белая пешка · a2 белая пешка · b2 белая пешка · c2 белая пешка · f2 белая пешка · a1 белая ладья · c1 белый слон · e1 белый король · f1 белый слон | a8 чёрная ладья · d8 чёрный ферзь · e8 чёрный король · f8 чёрный слон · h8 чёрная ладья · c7 белый конь · f7 чёрная пешка · g7 чёрная пешка · a6 чёрная пешка · d6 чёрная пешка · e6 чёрная пешка · h6 чёрная пешка · a4 белый ферзь · e4 белая пешка · g4 чёрный конь · h4 белая пешка · a2 белая пешка · b2 белая пешка · c2 белая пешка · f2 белая пешка · a1 белая ладья · c1 белый слон · e1 белый король · f1 белый слон | a8 чёрная ладья · d8 чёрный ферзь · e8 чёрный король · f8 чёрный слон · h8 чёрная ладья · c7 белый конь · f7 чёрная пешка · g7 чёрная пешка · a6 чёрная пешка · d6 чёрная пешка · e6 чёрная пешка · h6 чёрная пешка · a4 белый ферзь · e4 белая пешка · g4 чёрный конь · h4 белая пешка · a2 белая пешка · b2 белая пешка · c2 белая пешка · f2 белая пешка · a1 белая ладья · c1 белый слон · e1 белый король · f1 белый слон | a8 чёрная ладья · d8 чёрный ферзь · e8 чёрный король · f8 чёрный слон · h8 чёрная ладья · c7 белый конь · f7 чёрная пешка · g7 чёрная пешка · a6 чёрная пешка · d6 чёрная пешка · e6 чёрная пешка · h6 чёрная пешка · a4 белый ферзь · e4 белая пешка · g4 чёрный конь · h4 белая пешка · a2 белая пешка · b2 белая пешка · c2 белая пешка · f2 белая пешка · a1 белая ладья · c1 белый слон · e1 белый король · f1 белый слон | a8 чёрная ладья · d8 чёрный ферзь · e8 чёрный король · f8 чёрный слон · h8 чёрная ладья · c7 белый конь · f7 чёрная пешка · g7 чёрная пешка · a6 чёрная пешка · d6 чёрная пешка · e6 чёрная пешка · h6 чёрная пешка · a4 белый ферзь · e4 белая пешка · g4 чёрный конь · h4 белая пешка · a2 белая пешка · b2 белая пешка · c2 белая пешка · f2 белая пешка · a1 белая ладья · c1 белый слон · e1 белый король · f1 белый слон | a8 чёрная ладья · d8 чёрный ферзь · e8 чёрный король · f8 чёрный слон · h8 чёрная ладья · c7 белый конь · f7 чёрная пешка · g7 чёрная пешка · a6 чёрная пешка · d6 чёрная пешка · e6 чёрная пешка · h6 чёрная пешка · a4 белый ферзь · e4 белая пешка · g4 чёрный конь · h4 белая пешка · a2 белая пешка · b2 белая пешка · c2 белая пешка · f2 белая пешка · a1 белая ладья · c1 белый слон · e1 белый король · f1 белый слон | 8 |
| 7 | a8 чёрная ладья · d8 чёрный ферзь · e8 чёрный король · f8 чёрный слон · h8 чёрная ладья · c7 белый конь · f7 чёрная пешка · g7 чёрная пешка · a6 чёрная пешка · d6 чёрная пешка · e6 чёрная пешка · h6 чёрная пешка · a4 белый ферзь · e4 белая пешка · g4 чёрный конь · h4 белая пешка · a2 белая пешка · b2 белая пешка · c2 белая пешка · f2 белая пешка · a1 белая ладья · c1 белый слон · e1 белый король · f1 белый слон | a8 чёрная ладья · d8 чёрный ферзь · e8 чёрный король · f8 чёрный слон · h8 чёрная ладья · c7 белый конь · f7 чёрная пешка · g7 чёрная пешка · a6 чёрная пешка · d6 чёрная пешка · e6 чёрная пешка · h6 чёрная пешка · a4 белый ферзь · e4 белая пешка · g4 чёрный конь · h4 белая пешка · a2 белая пешка · b2 белая пешка · c2 белая пешка · f2 белая пешка · a1 белая ладья · c1 белый слон · e1 белый король · f1 белый слон | a8 чёрная ладья · d8 чёрный ферзь · e8 чёрный король · f8 чёрный слон · h8 чёрная ладья · c7 белый конь · f7 чёрная пешка · g7 чёрная пешка · a6 чёрная пешка · d6 чёрная пешка · e6 чёрная пешка · h6 чёрная пешка · a4 белый ферзь · e4 белая пешка · g4 чёрный конь · h4 белая пешка · a2 белая пешка · b2 белая пешка · c2 белая пешка · f2 белая пешка · a1 белая ладья · c1 белый слон · e1 белый король · f1 белый слон | a8 чёрная ладья · d8 чёрный ферзь · e8 чёрный король · f8 чёрный слон · h8 чёрная ладья · c7 белый конь · f7 чёрная пешка · g7 чёрная пешка · a6 чёрная пешка · d6 чёрная пешка · e6 чёрная пешка · h6 чёрная пешка · a4 белый ферзь · e4 белая пешка · g4 чёрный конь · h4 белая пешка · a2 белая пешка · b2 белая пешка · c2 белая пешка · f2 белая пешка · a1 белая ладья · c1 белый слон · e1 белый король · f1 белый слон | a8 чёрная ладья · d8 чёрный ферзь · e8 чёрный король · f8 чёрный слон · h8 чёрная ладья · c7 белый конь · f7 чёрная пешка · g7 чёрная пешка · a6 чёрная пешка · d6 чёрная пешка · e6 чёрная пешка · h6 чёрная пешка · a4 белый ферзь · e4 белая пешка · g4 чёрный конь · h4 белая пешка · a2 белая пешка · b2 белая пешка · c2 белая пешка · f2 белая пешка · a1 белая ладья · c1 белый слон · e1 белый король · f1 белый слон | a8 чёрная ладья · d8 чёрный ферзь · e8 чёрный король · f8 чёрный слон · h8 чёрная ладья · c7 белый конь · f7 чёрная пешка · g7 чёрная пешка · a6 чёрная пешка · d6 чёрная пешка · e6 чёрная пешка · h6 чёрная пешка · a4 белый ферзь · e4 белая пешка · g4 чёрный конь · h4 белая пешка · a2 белая пешка · b2 белая пешка · c2 белая пешка · f2 белая пешка · a1 белая ладья · c1 белый слон · e1 белый король · f1 белый слон | a8 чёрная ладья · d8 чёрный ферзь · e8 чёрный король · f8 чёрный слон · h8 чёрная ладья · c7 белый конь · f7 чёрная пешка · g7 чёрная пешка · a6 чёрная пешка · d6 чёрная пешка · e6 чёрная пешка · h6 чёрная пешка · a4 белый ферзь · e4 белая пешка · g4 чёрный конь · h4 белая пешка · a2 белая пешка · b2 белая пешка · c2 белая пешка · f2 белая пешка · a1 белая ладья · c1 белый слон · e1 белый король · f1 белый слон | a8 чёрная ладья · d8 чёрный ферзь · e8 чёрный король · f8 чёрный слон · h8 чёрная ладья · c7 белый конь · f7 чёрная пешка · g7 чёрная пешка · a6 чёрная пешка · d6 чёрная пешка · e6 чёрная пешка · h6 чёрная пешка · a4 белый ферзь · e4 белая пешка · g4 чёрный конь · h4 белая пешка · a2 белая пешка · b2 белая пешка · c2 белая пешка · f2 белая пешка · a1 белая ладья · c1 белый слон · e1 белый король · f1 белый слон | 7 |
| 6 | a8 чёрная ладья · d8 чёрный ферзь · e8 чёрный король · f8 чёрный слон · h8 чёрная ладья · c7 белый конь · f7 чёрная пешка · g7 чёрная пешка · a6 чёрная пешка · d6 чёрная пешка · e6 чёрная пешка · h6 чёрная пешка · a4 белый ферзь · e4 белая пешка · g4 чёрный конь · h4 белая пешка · a2 белая пешка · b2 белая пешка · c2 белая пешка · f2 белая пешка · a1 белая ладья · c1 белый слон · e1 белый король · f1 белый слон | a8 чёрная ладья · d8 чёрный ферзь · e8 чёрный король · f8 чёрный слон · h8 чёрная ладья · c7 белый конь · f7 чёрная пешка · g7 чёрная пешка · a6 чёрная пешка · d6 чёрная пешка · e6 чёрная пешка · h6 чёрная пешка · a4 белый ферзь · e4 белая пешка · g4 чёрный конь · h4 белая пешка · a2 белая пешка · b2 белая пешка · c2 белая пешка · f2 белая пешка · a1 белая ладья · c1 белый слон · e1 белый король · f1 белый слон | a8 чёрная ладья · d8 чёрный ферзь · e8 чёрный король · f8 чёрный слон · h8 чёрная ладья · c7 белый конь · f7 чёрная пешка · g7 чёрная пешка · a6 чёрная пешка · d6 чёрная пешка · e6 чёрная пешка · h6 чёрная пешка · a4 белый ферзь · e4 белая пешка · g4 чёрный конь · h4 белая пешка · a2 белая пешка · b2 белая пешка · c2 белая пешка · f2 белая пешка · a1 белая ладья · c1 белый слон · e1 белый король · f1 белый слон | a8 чёрная ладья · d8 чёрный ферзь · e8 чёрный король · f8 чёрный слон · h8 чёрная ладья · c7 белый конь · f7 чёрная пешка · g7 чёрная пешка · a6 чёрная пешка · d6 чёрная пешка · e6 чёрная пешка · h6 чёрная пешка · a4 белый ферзь · e4 белая пешка · g4 чёрный конь · h4 белая пешка · a2 белая пешка · b2 белая пешка · c2 белая пешка · f2 белая пешка · a1 белая ладья · c1 белый слон · e1 белый король · f1 белый слон | a8 чёрная ладья · d8 чёрный ферзь · e8 чёрный король · f8 чёрный слон · h8 чёрная ладья · c7 белый конь · f7 чёрная пешка · g7 чёрная пешка · a6 чёрная пешка · d6 чёрная пешка · e6 чёрная пешка · h6 чёрная пешка · a4 белый ферзь · e4 белая пешка · g4 чёрный конь · h4 белая пешка · a2 белая пешка · b2 белая пешка · c2 белая пешка · f2 белая пешка · a1 белая ладья · c1 белый слон · e1 белый король · f1 белый слон | a8 чёрная ладья · d8 чёрный ферзь · e8 чёрный король · f8 чёрный слон · h8 чёрная ладья · c7 белый конь · f7 чёрная пешка · g7 чёрная пешка · a6 чёрная пешка · d6 чёрная пешка · e6 чёрная пешка · h6 чёрная пешка · a4 белый ферзь · e4 белая пешка · g4 чёрный конь · h4 белая пешка · a2 белая пешка · b2 белая пешка · c2 белая пешка · f2 белая пешка · a1 белая ладья · c1 белый слон · e1 белый король · f1 белый слон | a8 чёрная ладья · d8 чёрный ферзь · e8 чёрный король · f8 чёрный слон · h8 чёрная ладья · c7 белый конь · f7 чёрная пешка · g7 чёрная пешка · a6 чёрная пешка · d6 чёрная пешка · e6 чёрная пешка · h6 чёрная пешка · a4 белый ферзь · e4 белая пешка · g4 чёрный конь · h4 белая пешка · a2 белая пешка · b2 белая пешка · c2 белая пешка · f2 белая пешка · a1 белая ладья · c1 белый слон · e1 белый король · f1 белый слон | a8 чёрная ладья · d8 чёрный ферзь · e8 чёрный король · f8 чёрный слон · h8 чёрная ладья · c7 белый конь · f7 чёрная пешка · g7 чёрная пешка · a6 чёрная пешка · d6 чёрная пешка · e6 чёрная пешка · h6 чёрная пешка · a4 белый ферзь · e4 белая пешка · g4 чёрный конь · h4 белая пешка · a2 белая пешка · b2 белая пешка · c2 белая пешка · f2 белая пешка · a1 белая ладья · c1 белый слон · e1 белый король · f1 белый слон | 6 |
| 5 | a8 чёрная ладья · d8 чёрный ферзь · e8 чёрный король · f8 чёрный слон · h8 чёрная ладья · c7 белый конь · f7 чёрная пешка · g7 чёрная пешка · a6 чёрная пешка · d6 чёрная пешка · e6 чёрная пешка · h6 чёрная пешка · a4 белый ферзь · e4 белая пешка · g4 чёрный конь · h4 белая пешка · a2 белая пешка · b2 белая пешка · c2 белая пешка · f2 белая пешка · a1 белая ладья · c1 белый слон · e1 белый король · f1 белый слон | a8 чёрная ладья · d8 чёрный ферзь · e8 чёрный король · f8 чёрный слон · h8 чёрная ладья · c7 белый конь · f7 чёрная пешка · g7 чёрная пешка · a6 чёрная пешка · d6 чёрная пешка · e6 чёрная пешка · h6 чёрная пешка · a4 белый ферзь · e4 белая пешка · g4 чёрный конь · h4 белая пешка · a2 белая пешка · b2 белая пешка · c2 белая пешка · f2 белая пешка · a1 белая ладья · c1 белый слон · e1 белый король · f1 белый слон | a8 чёрная ладья · d8 чёрный ферзь · e8 чёрный король · f8 чёрный слон · h8 чёрная ладья · c7 белый конь · f7 чёрная пешка · g7 чёрная пешка · a6 чёрная пешка · d6 чёрная пешка · e6 чёрная пешка · h6 чёрная пешка · a4 белый ферзь · e4 белая пешка · g4 чёрный конь · h4 белая пешка · a2 белая пешка · b2 белая пешка · c2 белая пешка · f2 белая пешка · a1 белая ладья · c1 белый слон · e1 белый король · f1 белый слон | a8 чёрная ладья · d8 чёрный ферзь · e8 чёрный король · f8 чёрный слон · h8 чёрная ладья · c7 белый конь · f7 чёрная пешка · g7 чёрная пешка · a6 чёрная пешка · d6 чёрная пешка · e6 чёрная пешка · h6 чёрная пешка · a4 белый ферзь · e4 белая пешка · g4 чёрный конь · h4 белая пешка · a2 белая пешка · b2 белая пешка · c2 белая пешка · f2 белая пешка · a1 белая ладья · c1 белый слон · e1 белый король · f1 белый слон | a8 чёрная ладья · d8 чёрный ферзь · e8 чёрный король · f8 чёрный слон · h8 чёрная ладья · c7 белый конь · f7 чёрная пешка · g7 чёрная пешка · a6 чёрная пешка · d6 чёрная пешка · e6 чёрная пешка · h6 чёрная пешка · a4 белый ферзь · e4 белая пешка · g4 чёрный конь · h4 белая пешка · a2 белая пешка · b2 белая пешка · c2 белая пешка · f2 белая пешка · a1 белая ладья · c1 белый слон · e1 белый король · f1 белый слон | a8 чёрная ладья · d8 чёрный ферзь · e8 чёрный король · f8 чёрный слон · h8 чёрная ладья · c7 белый конь · f7 чёрная пешка · g7 чёрная пешка · a6 чёрная пешка · d6 чёрная пешка · e6 чёрная пешка · h6 чёрная пешка · a4 белый ферзь · e4 белая пешка · g4 чёрный конь · h4 белая пешка · a2 белая пешка · b2 белая пешка · c2 белая пешка · f2 белая пешка · a1 белая ладья · c1 белый слон · e1 белый король · f1 белый слон | a8 чёрная ладья · d8 чёрный ферзь · e8 чёрный король · f8 чёрный слон · h8 чёрная ладья · c7 белый конь · f7 чёрная пешка · g7 чёрная пешка · a6 чёрная пешка · d6 чёрная пешка · e6 чёрная пешка · h6 чёрная пешка · a4 белый ферзь · e4 белая пешка · g4 чёрный конь · h4 белая пешка · a2 белая пешка · b2 белая пешка · c2 белая пешка · f2 белая пешка · a1 белая ладья · c1 белый слон · e1 белый король · f1 белый слон | a8 чёрная ладья · d8 чёрный ферзь · e8 чёрный король · f8 чёрный слон · h8 чёрная ладья · c7 белый конь · f7 чёрная пешка · g7 чёрная пешка · a6 чёрная пешка · d6 чёрная пешка · e6 чёрная пешка · h6 чёрная пешка · a4 белый ферзь · e4 белая пешка · g4 чёрный конь · h4 белая пешка · a2 белая пешка · b2 белая пешка · c2 белая пешка · f2 белая пешка · a1 белая ладья · c1 белый слон · e1 белый король · f1 белый слон | 5 |
| 4 | a8 чёрная ладья · d8 чёрный ферзь · e8 чёрный король · f8 чёрный слон · h8 чёрная ладья · c7 белый конь · f7 чёрная пешка · g7 чёрная пешка · a6 чёрная пешка · d6 чёрная пешка · e6 чёрная пешка · h6 чёрная пешка · a4 белый ферзь · e4 белая пешка · g4 чёрный конь · h4 белая пешка · a2 белая пешка · b2 белая пешка · c2 белая пешка · f2 белая пешка · a1 белая ладья · c1 белый слон · e1 белый король · f1 белый слон | a8 чёрная ладья · d8 чёрный ферзь · e8 чёрный король · f8 чёрный слон · h8 чёрная ладья · c7 белый конь · f7 чёрная пешка · g7 чёрная пешка · a6 чёрная пешка · d6 чёрная пешка · e6 чёрная пешка · h6 чёрная пешка · a4 белый ферзь · e4 белая пешка · g4 чёрный конь · h4 белая пешка · a2 белая пешка · b2 белая пешка · c2 белая пешка · f2 белая пешка · a1 белая ладья · c1 белый слон · e1 белый король · f1 белый слон | a8 чёрная ладья · d8 чёрный ферзь · e8 чёрный король · f8 чёрный слон · h8 чёрная ладья · c7 белый конь · f7 чёрная пешка · g7 чёрная пешка · a6 чёрная пешка · d6 чёрная пешка · e6 чёрная пешка · h6 чёрная пешка · a4 белый ферзь · e4 белая пешка · g4 чёрный конь · h4 белая пешка · a2 белая пешка · b2 белая пешка · c2 белая пешка · f2 белая пешка · a1 белая ладья · c1 белый слон · e1 белый король · f1 белый слон | a8 чёрная ладья · d8 чёрный ферзь · e8 чёрный король · f8 чёрный слон · h8 чёрная ладья · c7 белый конь · f7 чёрная пешка · g7 чёрная пешка · a6 чёрная пешка · d6 чёрная пешка · e6 чёрная пешка · h6 чёрная пешка · a4 белый ферзь · e4 белая пешка · g4 чёрный конь · h4 белая пешка · a2 белая пешка · b2 белая пешка · c2 белая пешка · f2 белая пешка · a1 белая ладья · c1 белый слон · e1 белый король · f1 белый слон | a8 чёрная ладья · d8 чёрный ферзь · e8 чёрный король · f8 чёрный слон · h8 чёрная ладья · c7 белый конь · f7 чёрная пешка · g7 чёрная пешка · a6 чёрная пешка · d6 чёрная пешка · e6 чёрная пешка · h6 чёрная пешка · a4 белый ферзь · e4 белая пешка · g4 чёрный конь · h4 белая пешка · a2 белая пешка · b2 белая пешка · c2 белая пешка · f2 белая пешка · a1 белая ладья · c1 белый слон · e1 белый король · f1 белый слон | a8 чёрная ладья · d8 чёрный ферзь · e8 чёрный король · f8 чёрный слон · h8 чёрная ладья · c7 белый конь · f7 чёрная пешка · g7 чёрная пешка · a6 чёрная пешка · d6 чёрная пешка · e6 чёрная пешка · h6 чёрная пешка · a4 белый ферзь · e4 белая пешка · g4 чёрный конь · h4 белая пешка · a2 белая пешка · b2 белая пешка · c2 белая пешка · f2 белая пешка · a1 белая ладья · c1 белый слон · e1 белый король · f1 белый слон | a8 чёрная ладья · d8 чёрный ферзь · e8 чёрный король · f8 чёрный слон · h8 чёрная ладья · c7 белый конь · f7 чёрная пешка · g7 чёрная пешка · a6 чёрная пешка · d6 чёрная пешка · e6 чёрная пешка · h6 чёрная пешка · a4 белый ферзь · e4 белая пешка · g4 чёрный конь · h4 белая пешка · a2 белая пешка · b2 белая пешка · c2 белая пешка · f2 белая пешка · a1 белая ладья · c1 белый слон · e1 белый король · f1 белый слон | a8 чёрная ладья · d8 чёрный ферзь · e8 чёрный король · f8 чёрный слон · h8 чёрная ладья · c7 белый конь · f7 чёрная пешка · g7 чёрная пешка · a6 чёрная пешка · d6 чёрная пешка · e6 чёрная пешка · h6 чёрная пешка · a4 белый ферзь · e4 белая пешка · g4 чёрный конь · h4 белая пешка · a2 белая пешка · b2 белая пешка · c2 белая пешка · f2 белая пешка · a1 белая ладья · c1 белый слон · e1 белый король · f1 белый слон | 4 |
| 3 | a8 чёрная ладья · d8 чёрный ферзь · e8 чёрный король · f8 чёрный слон · h8 чёрная ладья · c7 белый конь · f7 чёрная пешка · g7 чёрная пешка · a6 чёрная пешка · d6 чёрная пешка · e6 чёрная пешка · h6 чёрная пешка · a4 белый ферзь · e4 белая пешка · g4 чёрный конь · h4 белая пешка · a2 белая пешка · b2 белая пешка · c2 белая пешка · f2 белая пешка · a1 белая ладья · c1 белый слон · e1 белый король · f1 белый слон | a8 чёрная ладья · d8 чёрный ферзь · e8 чёрный король · f8 чёрный слон · h8 чёрная ладья · c7 белый конь · f7 чёрная пешка · g7 чёрная пешка · a6 чёрная пешка · d6 чёрная пешка · e6 чёрная пешка · h6 чёрная пешка · a4 белый ферзь · e4 белая пешка · g4 чёрный конь · h4 белая пешка · a2 белая пешка · b2 белая пешка · c2 белая пешка · f2 белая пешка · a1 белая ладья · c1 белый слон · e1 белый король · f1 белый слон | a8 чёрная ладья · d8 чёрный ферзь · e8 чёрный король · f8 чёрный слон · h8 чёрная ладья · c7 белый конь · f7 чёрная пешка · g7 чёрная пешка · a6 чёрная пешка · d6 чёрная пешка · e6 чёрная пешка · h6 чёрная пешка · a4 белый ферзь · e4 белая пешка · g4 чёрный конь · h4 белая пешка · a2 белая пешка · b2 белая пешка · c2 белая пешка · f2 белая пешка · a1 белая ладья · c1 белый слон · e1 белый король · f1 белый слон | a8 чёрная ладья · d8 чёрный ферзь · e8 чёрный король · f8 чёрный слон · h8 чёрная ладья · c7 белый конь · f7 чёрная пешка · g7 чёрная пешка · a6 чёрная пешка · d6 чёрная пешка · e6 чёрная пешка · h6 чёрная пешка · a4 белый ферзь · e4 белая пешка · g4 чёрный конь · h4 белая пешка · a2 белая пешка · b2 белая пешка · c2 белая пешка · f2 белая пешка · a1 белая ладья · c1 белый слон · e1 белый король · f1 белый слон | a8 чёрная ладья · d8 чёрный ферзь · e8 чёрный король · f8 чёрный слон · h8 чёрная ладья · c7 белый конь · f7 чёрная пешка · g7 чёрная пешка · a6 чёрная пешка · d6 чёрная пешка · e6 чёрная пешка · h6 чёрная пешка · a4 белый ферзь · e4 белая пешка · g4 чёрный конь · h4 белая пешка · a2 белая пешка · b2 белая пешка · c2 белая пешка · f2 белая пешка · a1 белая ладья · c1 белый слон · e1 белый король · f1 белый слон | a8 чёрная ладья · d8 чёрный ферзь · e8 чёрный король · f8 чёрный слон · h8 чёрная ладья · c7 белый конь · f7 чёрная пешка · g7 чёрная пешка · a6 чёрная пешка · d6 чёрная пешка · e6 чёрная пешка · h6 чёрная пешка · a4 белый ферзь · e4 белая пешка · g4 чёрный конь · h4 белая пешка · a2 белая пешка · b2 белая пешка · c2 белая пешка · f2 белая пешка · a1 белая ладья · c1 белый слон · e1 белый король · f1 белый слон | a8 чёрная ладья · d8 чёрный ферзь · e8 чёрный король · f8 чёрный слон · h8 чёрная ладья · c7 белый конь · f7 чёрная пешка · g7 чёрная пешка · a6 чёрная пешка · d6 чёрная пешка · e6 чёрная пешка · h6 чёрная пешка · a4 белый ферзь · e4 белая пешка · g4 чёрный конь · h4 белая пешка · a2 белая пешка · b2 белая пешка · c2 белая пешка · f2 белая пешка · a1 белая ладья · c1 белый слон · e1 белый король · f1 белый слон | a8 чёрная ладья · d8 чёрный ферзь · e8 чёрный король · f8 чёрный слон · h8 чёрная ладья · c7 белый конь · f7 чёрная пешка · g7 чёрная пешка · a6 чёрная пешка · d6 чёрная пешка · e6 чёрная пешка · h6 чёрная пешка · a4 белый ферзь · e4 белая пешка · g4 чёрный конь · h4 белая пешка · a2 белая пешка · b2 белая пешка · c2 белая пешка · f2 белая пешка · a1 белая ладья · c1 белый слон · e1 белый король · f1 белый слон | 3 |
| 2 | a8 чёрная ладья · d8 чёрный ферзь · e8 чёрный король · f8 чёрный слон · h8 чёрная ладья · c7 белый конь · f7 чёрная пешка · g7 чёрная пешка · a6 чёрная пешка · d6 чёрная пешка · e6 чёрная пешка · h6 чёрная пешка · a4 белый ферзь · e4 белая пешка · g4 чёрный конь · h4 белая пешка · a2 белая пешка · b2 белая пешка · c2 белая пешка · f2 белая пешка · a1 белая ладья · c1 белый слон · e1 белый король · f1 белый слон | a8 чёрная ладья · d8 чёрный ферзь · e8 чёрный король · f8 чёрный слон · h8 чёрная ладья · c7 белый конь · f7 чёрная пешка · g7 чёрная пешка · a6 чёрная пешка · d6 чёрная пешка · e6 чёрная пешка · h6 чёрная пешка · a4 белый ферзь · e4 белая пешка · g4 чёрный конь · h4 белая пешка · a2 белая пешка · b2 белая пешка · c2 белая пешка · f2 белая пешка · a1 белая ладья · c1 белый слон · e1 белый король · f1 белый слон | a8 чёрная ладья · d8 чёрный ферзь · e8 чёрный король · f8 чёрный слон · h8 чёрная ладья · c7 белый конь · f7 чёрная пешка · g7 чёрная пешка · a6 чёрная пешка · d6 чёрная пешка · e6 чёрная пешка · h6 чёрная пешка · a4 белый ферзь · e4 белая пешка · g4 чёрный конь · h4 белая пешка · a2 белая пешка · b2 белая пешка · c2 белая пешка · f2 белая пешка · a1 белая ладья · c1 белый слон · e1 белый король · f1 белый слон | a8 чёрная ладья · d8 чёрный ферзь · e8 чёрный король · f8 чёрный слон · h8 чёрная ладья · c7 белый конь · f7 чёрная пешка · g7 чёрная пешка · a6 чёрная пешка · d6 чёрная пешка · e6 чёрная пешка · h6 чёрная пешка · a4 белый ферзь · e4 белая пешка · g4 чёрный конь · h4 белая пешка · a2 белая пешка · b2 белая пешка · c2 белая пешка · f2 белая пешка · a1 белая ладья · c1 белый слон · e1 белый король · f1 белый слон | a8 чёрная ладья · d8 чёрный ферзь · e8 чёрный король · f8 чёрный слон · h8 чёрная ладья · c7 белый конь · f7 чёрная пешка · g7 чёрная пешка · a6 чёрная пешка · d6 чёрная пешка · e6 чёрная пешка · h6 чёрная пешка · a4 белый ферзь · e4 белая пешка · g4 чёрный конь · h4 белая пешка · a2 белая пешка · b2 белая пешка · c2 белая пешка · f2 белая пешка · a1 белая ладья · c1 белый слон · e1 белый король · f1 белый слон | a8 чёрная ладья · d8 чёрный ферзь · e8 чёрный король · f8 чёрный слон · h8 чёрная ладья · c7 белый конь · f7 чёрная пешка · g7 чёрная пешка · a6 чёрная пешка · d6 чёрная пешка · e6 чёрная пешка · h6 чёрная пешка · a4 белый ферзь · e4 белая пешка · g4 чёрный конь · h4 белая пешка · a2 белая пешка · b2 белая пешка · c2 белая пешка · f2 белая пешка · a1 белая ладья · c1 белый слон · e1 белый король · f1 белый слон | a8 чёрная ладья · d8 чёрный ферзь · e8 чёрный король · f8 чёрный слон · h8 чёрная ладья · c7 белый конь · f7 чёрная пешка · g7 чёрная пешка · a6 чёрная пешка · d6 чёрная пешка · e6 чёрная пешка · h6 чёрная пешка · a4 белый ферзь · e4 белая пешка · g4 чёрный конь · h4 белая пешка · a2 белая пешка · b2 белая пешка · c2 белая пешка · f2 белая пешка · a1 белая ладья · c1 белый слон · e1 белый король · f1 белый слон | a8 чёрная ладья · d8 чёрный ферзь · e8 чёрный король · f8 чёрный слон · h8 чёрная ладья · c7 белый конь · f7 чёрная пешка · g7 чёрная пешка · a6 чёрная пешка · d6 чёрная пешка · e6 чёрная пешка · h6 чёрная пешка · a4 белый ферзь · e4 белая пешка · g4 чёрный конь · h4 белая пешка · a2 белая пешка · b2 белая пешка · c2 белая пешка · f2 белая пешка · a1 белая ладья · c1 белый слон · e1 белый король · f1 белый слон | 2 |
| 1 | a8 чёрная ладья · d8 чёрный ферзь · e8 чёрный король · f8 чёрный слон · h8 чёрная ладья · c7 белый конь · f7 чёрная пешка · g7 чёрная пешка · a6 чёрная пешка · d6 чёрная пешка · e6 чёрная пешка · h6 чёрная пешка · a4 белый ферзь · e4 белая пешка · g4 чёрный конь · h4 белая пешка · a2 белая пешка · b2 белая пешка · c2 белая пешка · f2 белая пешка · a1 белая ладья · c1 белый слон · e1 белый король · f1 белый слон | a8 чёрная ладья · d8 чёрный ферзь · e8 чёрный король · f8 чёрный слон · h8 чёрная ладья · c7 белый конь · f7 чёрная пешка · g7 чёрная пешка · a6 чёрная пешка · d6 чёрная пешка · e6 чёрная пешка · h6 чёрная пешка · a4 белый ферзь · e4 белая пешка · g4 чёрный конь · h4 белая пешка · a2 белая пешка · b2 белая пешка · c2 белая пешка · f2 белая пешка · a1 белая ладья · c1 белый слон · e1 белый король · f1 белый слон | a8 чёрная ладья · d8 чёрный ферзь · e8 чёрный король · f8 чёрный слон · h8 чёрная ладья · c7 белый конь · f7 чёрная пешка · g7 чёрная пешка · a6 чёрная пешка · d6 чёрная пешка · e6 чёрная пешка · h6 чёрная пешка · a4 белый ферзь · e4 белая пешка · g4 чёрный конь · h4 белая пешка · a2 белая пешка · b2 белая пешка · c2 белая пешка · f2 белая пешка · a1 белая ладья · c1 белый слон · e1 белый король · f1 белый слон | a8 чёрная ладья · d8 чёрный ферзь · e8 чёрный король · f8 чёрный слон · h8 чёрная ладья · c7 белый конь · f7 чёрная пешка · g7 чёрная пешка · a6 чёрная пешка · d6 чёрная пешка · e6 чёрная пешка · h6 чёрная пешка · a4 белый ферзь · e4 белая пешка · g4 чёрный конь · h4 белая пешка · a2 белая пешка · b2 белая пешка · c2 белая пешка · f2 белая пешка · a1 белая ладья · c1 белый слон · e1 белый король · f1 белый слон | a8 чёрная ладья · d8 чёрный ферзь · e8 чёрный король · f8 чёрный слон · h8 чёрная ладья · c7 белый конь · f7 чёрная пешка · g7 чёрная пешка · a6 чёрная пешка · d6 чёрная пешка · e6 чёрная пешка · h6 чёрная пешка · a4 белый ферзь · e4 белая пешка · g4 чёрный конь · h4 белая пешка · a2 белая пешка · b2 белая пешка · c2 белая пешка · f2 белая пешка · a1 белая ладья · c1 белый слон · e1 белый король · f1 белый слон | a8 чёрная ладья · d8 чёрный ферзь · e8 чёрный король · f8 чёрный слон · h8 чёрная ладья · c7 белый конь · f7 чёрная пешка · g7 чёрная пешка · a6 чёрная пешка · d6 чёрная пешка · e6 чёрная пешка · h6 чёрная пешка · a4 белый ферзь · e4 белая пешка · g4 чёрный конь · h4 белая пешка · a2 белая пешка · b2 белая пешка · c2 белая пешка · f2 белая пешка · a1 белая ладья · c1 белый слон · e1 белый король · f1 белый слон | a8 чёрная ладья · d8 чёрный ферзь · e8 чёрный король · f8 чёрный слон · h8 чёрная ладья · c7 белый конь · f7 чёрная пешка · g7 чёрная пешка · a6 чёрная пешка · d6 чёрная пешка · e6 чёрная пешка · h6 чёрная пешка · a4 белый ферзь · e4 белая пешка · g4 чёрный конь · h4 белая пешка · a2 белая пешка · b2 белая пешка · c2 белая пешка · f2 белая пешка · a1 белая ладья · c1 белый слон · e1 белый король · f1 белый слон | a8 чёрная ладья · d8 чёрный ферзь · e8 чёрный король · f8 чёрный слон · h8 чёрная ладья · c7 белый конь · f7 чёрная пешка · g7 чёрная пешка · a6 чёрная пешка · d6 чёрная пешка · e6 чёрная пешка · h6 чёрная пешка · a4 белый ферзь · e4 белая пешка · g4 чёрный конь · h4 белая пешка · a2 белая пешка · b2 белая пешка · c2 белая пешка · f2 белая пешка · a1 белая ладья · c1 белый слон · e1 белый король · f1 белый слон | 1 |
|   | a | b | c | d | e | f | g | h |   |

Двойной шах — частный случай вскрытого шаха, при котором шах объявляется одновременно двумя фигурами или фигурой и пешкой. Опасен тем, что от такого шаха нельзя ни закрыться, ни побить атакующую короля фигуру другой фигурой. Можно только уйти королём (или, гораздо реже, им же взять только что ходившую фигуру). В двойном шахе не может участвовать король, он не может быть объявлен двумя конями или слонами. Двойной шах обозначается двумя плюсами (++).
Позиция, показанная на диаграмме, взята из партии Вайцкин — Палатник, 1998. 1. e4 c5 2. Кf3 d6 3. d4 cd 4. К:d4 Кf6 5. Кc3 a6 6. Лg1 Кc6 7. g4 h6 8. h4 К:d4 9. Ф:d4 С:g4 10. Л:g4!? К:g4 11. Фа4+ b5? (следовало согласиться на 11…Фd7 12. Сb5 ab 13. Ф:a8+ Фd8) 12. К:b5! e6 и жертва ладьи уже не кажется неоправданной. После двойного шаха 13. Кс7++ Крe7 14. К:a8 Ф:a8 белые восстанавливают паритет во взятых фигурах, а король чёрных теряет возможность рокироваться.
Двойной шах ходом пешки возможен:
1. Если она берёт фигуру или пешку противника с шахом, при этом открывая вертикальную линию со вторым шахом от ладьи или ферзя.
2. При взятии пешки противника на проходе. В этом случае возможен не только шах одновременно берущей пешкой и фигурой, но и «двойной вскрытый шах» двумя фигурами (в последнем случае взятие на проходе открывает сразу две линии — вертикальную и диагональную).
3. После превращения пешки в фигуру (в любую, но обязательно с шахом), и при этом открывая линию для шаха от другой своей фигуры (ферзя, ладьи, слона). В этом случае возможен двойной шах сразу двумя ладьями — пешка забирает фигуру, стоящую на последней горизонтали, и превращается в ладью (с шахом), открывая своим ходом второй шах от другой ладьи.

## Перекрёстный шах
|   | a | b | c | d | e | f | g | h |   |
| - | --- | --- | --- | --- | --- | --- | --- | --- | - |
| 8 | c7 чёрный круг · g7 белая пешка · c6 белый круг · c5 белый король · d5 белый ферзь · a4 чёрный король · c4 белый круг · d4 белый круг · c2 чёрный круг · f2 чёрный круг · h2 чёрный ферзь · g1 чёрный круг | c7 чёрный круг · g7 белая пешка · c6 белый круг · c5 белый король · d5 белый ферзь · a4 чёрный король · c4 белый круг · d4 белый круг · c2 чёрный круг · f2 чёрный круг · h2 чёрный ферзь · g1 чёрный круг | c7 чёрный круг · g7 белая пешка · c6 белый круг · c5 белый король · d5 белый ферзь · a4 чёрный король · c4 белый круг · d4 белый круг · c2 чёрный круг · f2 чёрный круг · h2 чёрный ферзь · g1 чёрный круг | c7 чёрный круг · g7 белая пешка · c6 белый круг · c5 белый король · d5 белый ферзь · a4 чёрный король · c4 белый круг · d4 белый круг · c2 чёрный круг · f2 чёрный круг · h2 чёрный ферзь · g1 чёрный круг | c7 чёрный круг · g7 белая пешка · c6 белый круг · c5 белый король · d5 белый ферзь · a4 чёрный король · c4 белый круг · d4 белый круг · c2 чёрный круг · f2 чёрный круг · h2 чёрный ферзь · g1 чёрный круг | c7 чёрный круг · g7 белая пешка · c6 белый круг · c5 белый король · d5 белый ферзь · a4 чёрный король · c4 белый круг · d4 белый круг · c2 чёрный круг · f2 чёрный круг · h2 чёрный ферзь · g1 чёрный круг | c7 чёрный круг · g7 белая пешка · c6 белый круг · c5 белый король · d5 белый ферзь · a4 чёрный король · c4 белый круг · d4 белый круг · c2 чёрный круг · f2 чёрный круг · h2 чёрный ферзь · g1 чёрный круг | c7 чёрный круг · g7 белая пешка · c6 белый круг · c5 белый король · d5 белый ферзь · a4 чёрный король · c4 белый круг · d4 белый круг · c2 чёрный круг · f2 чёрный круг · h2 чёрный ферзь · g1 чёрный круг | 8 |
| 7 | c7 чёрный круг · g7 белая пешка · c6 белый круг · c5 белый король · d5 белый ферзь · a4 чёрный король · c4 белый круг · d4 белый круг · c2 чёрный круг · f2 чёрный круг · h2 чёрный ферзь · g1 чёрный круг | c7 чёрный круг · g7 белая пешка · c6 белый круг · c5 белый король · d5 белый ферзь · a4 чёрный король · c4 белый круг · d4 белый круг · c2 чёрный круг · f2 чёрный круг · h2 чёрный ферзь · g1 чёрный круг | c7 чёрный круг · g7 белая пешка · c6 белый круг · c5 белый король · d5 белый ферзь · a4 чёрный король · c4 белый круг · d4 белый круг · c2 чёрный круг · f2 чёрный круг · h2 чёрный ферзь · g1 чёрный круг | c7 чёрный круг · g7 белая пешка · c6 белый круг · c5 белый король · d5 белый ферзь · a4 чёрный король · c4 белый круг · d4 белый круг · c2 чёрный круг · f2 чёрный круг · h2 чёрный ферзь · g1 чёрный круг | c7 чёрный круг · g7 белая пешка · c6 белый круг · c5 белый король · d5 белый ферзь · a4 чёрный король · c4 белый круг · d4 белый круг · c2 чёрный круг · f2 чёрный круг · h2 чёрный ферзь · g1 чёрный круг | c7 чёрный круг · g7 белая пешка · c6 белый круг · c5 белый король · d5 белый ферзь · a4 чёрный король · c4 белый круг · d4 белый круг · c2 чёрный круг · f2 чёрный круг · h2 чёрный ферзь · g1 чёрный круг | c7 чёрный круг · g7 белая пешка · c6 белый круг · c5 белый король · d5 белый ферзь · a4 чёрный король · c4 белый круг · d4 белый круг · c2 чёрный круг · f2 чёрный круг · h2 чёрный ферзь · g1 чёрный круг | c7 чёрный круг · g7 белая пешка · c6 белый круг · c5 белый король · d5 белый ферзь · a4 чёрный король · c4 белый круг · d4 белый круг · c2 чёрный круг · f2 чёрный круг · h2 чёрный ферзь · g1 чёрный круг | 7 |
| 6 | c7 чёрный круг · g7 белая пешка · c6 белый круг · c5 белый король · d5 белый ферзь · a4 чёрный король · c4 белый круг · d4 белый круг · c2 чёрный круг · f2 чёрный круг · h2 чёрный ферзь · g1 чёрный круг | c7 чёрный круг · g7 белая пешка · c6 белый круг · c5 белый король · d5 белый ферзь · a4 чёрный король · c4 белый круг · d4 белый круг · c2 чёрный круг · f2 чёрный круг · h2 чёрный ферзь · g1 чёрный круг | c7 чёрный круг · g7 белая пешка · c6 белый круг · c5 белый король · d5 белый ферзь · a4 чёрный король · c4 белый круг · d4 белый круг · c2 чёрный круг · f2 чёрный круг · h2 чёрный ферзь · g1 чёрный круг | c7 чёрный круг · g7 белая пешка · c6 белый круг · c5 белый король · d5 белый ферзь · a4 чёрный король · c4 белый круг · d4 белый круг · c2 чёрный круг · f2 чёрный круг · h2 чёрный ферзь · g1 чёрный круг | c7 чёрный круг · g7 белая пешка · c6 белый круг · c5 белый король · d5 белый ферзь · a4 чёрный король · c4 белый круг · d4 белый круг · c2 чёрный круг · f2 чёрный круг · h2 чёрный ферзь · g1 чёрный круг | c7 чёрный круг · g7 белая пешка · c6 белый круг · c5 белый король · d5 белый ферзь · a4 чёрный король · c4 белый круг · d4 белый круг · c2 чёрный круг · f2 чёрный круг · h2 чёрный ферзь · g1 чёрный круг | c7 чёрный круг · g7 белая пешка · c6 белый круг · c5 белый король · d5 белый ферзь · a4 чёрный король · c4 белый круг · d4 белый круг · c2 чёрный круг · f2 чёрный круг · h2 чёрный ферзь · g1 чёрный круг | c7 чёрный круг · g7 белая пешка · c6 белый круг · c5 белый король · d5 белый ферзь · a4 чёрный король · c4 белый круг · d4 белый круг · c2 чёрный круг · f2 чёрный круг · h2 чёрный ферзь · g1 чёрный круг | 6 |
| 5 | c7 чёрный круг · g7 белая пешка · c6 белый круг · c5 белый король · d5 белый ферзь · a4 чёрный король · c4 белый круг · d4 белый круг · c2 чёрный круг · f2 чёрный круг · h2 чёрный ферзь · g1 чёрный круг | c7 чёрный круг · g7 белая пешка · c6 белый круг · c5 белый король · d5 белый ферзь · a4 чёрный король · c4 белый круг · d4 белый круг · c2 чёрный круг · f2 чёрный круг · h2 чёрный ферзь · g1 чёрный круг | c7 чёрный круг · g7 белая пешка · c6 белый круг · c5 белый король · d5 белый ферзь · a4 чёрный король · c4 белый круг · d4 белый круг · c2 чёрный круг · f2 чёрный круг · h2 чёрный ферзь · g1 чёрный круг | c7 чёрный круг · g7 белая пешка · c6 белый круг · c5 белый король · d5 белый ферзь · a4 чёрный король · c4 белый круг · d4 белый круг · c2 чёрный круг · f2 чёрный круг · h2 чёрный ферзь · g1 чёрный круг | c7 чёрный круг · g7 белая пешка · c6 белый круг · c5 белый король · d5 белый ферзь · a4 чёрный король · c4 белый круг · d4 белый круг · c2 чёрный круг · f2 чёрный круг · h2 чёрный ферзь · g1 чёрный круг | c7 чёрный круг · g7 белая пешка · c6 белый круг · c5 белый король · d5 белый ферзь · a4 чёрный король · c4 белый круг · d4 белый круг · c2 чёрный круг · f2 чёрный круг · h2 чёрный ферзь · g1 чёрный круг | c7 чёрный круг · g7 белая пешка · c6 белый круг · c5 белый король · d5 белый ферзь · a4 чёрный король · c4 белый круг · d4 белый круг · c2 чёрный круг · f2 чёрный круг · h2 чёрный ферзь · g1 чёрный круг | c7 чёрный круг · g7 белая пешка · c6 белый круг · c5 белый король · d5 белый ферзь · a4 чёрный король · c4 белый круг · d4 белый круг · c2 чёрный круг · f2 чёрный круг · h2 чёрный ферзь · g1 чёрный круг | 5 |
| 4 | c7 чёрный круг · g7 белая пешка · c6 белый круг · c5 белый король · d5 белый ферзь · a4 чёрный король · c4 белый круг · d4 белый круг · c2 чёрный круг · f2 чёрный круг · h2 чёрный ферзь · g1 чёрный круг | c7 чёрный круг · g7 белая пешка · c6 белый круг · c5 белый король · d5 белый ферзь · a4 чёрный король · c4 белый круг · d4 белый круг · c2 чёрный круг · f2 чёрный круг · h2 чёрный ферзь · g1 чёрный круг | c7 чёрный круг · g7 белая пешка · c6 белый круг · c5 белый король · d5 белый ферзь · a4 чёрный король · c4 белый круг · d4 белый круг · c2 чёрный круг · f2 чёрный круг · h2 чёрный ферзь · g1 чёрный круг | c7 чёрный круг · g7 белая пешка · c6 белый круг · c5 белый король · d5 белый ферзь · a4 чёрный король · c4 белый круг · d4 белый круг · c2 чёрный круг · f2 чёрный круг · h2 чёрный ферзь · g1 чёрный круг | c7 чёрный круг · g7 белая пешка · c6 белый круг · c5 белый король · d5 белый ферзь · a4 чёрный король · c4 белый круг · d4 белый круг · c2 чёрный круг · f2 чёрный круг · h2 чёрный ферзь · g1 чёрный круг | c7 чёрный круг · g7 белая пешка · c6 белый круг · c5 белый король · d5 белый ферзь · a4 чёрный король · c4 белый круг · d4 белый круг · c2 чёрный круг · f2 чёрный круг · h2 чёрный ферзь · g1 чёрный круг | c7 чёрный круг · g7 белая пешка · c6 белый круг · c5 белый король · d5 белый ферзь · a4 чёрный король · c4 белый круг · d4 белый круг · c2 чёрный круг · f2 чёрный круг · h2 чёрный ферзь · g1 чёрный круг | c7 чёрный круг · g7 белая пешка · c6 белый круг · c5 белый король · d5 белый ферзь · a4 чёрный король · c4 белый круг · d4 белый круг · c2 чёрный круг · f2 чёрный круг · h2 чёрный ферзь · g1 чёрный круг | 4 |
| 3 | c7 чёрный круг · g7 белая пешка · c6 белый круг · c5 белый король · d5 белый ферзь · a4 чёрный король · c4 белый круг · d4 белый круг · c2 чёрный круг · f2 чёрный круг · h2 чёрный ферзь · g1 чёрный круг | c7 чёрный круг · g7 белая пешка · c6 белый круг · c5 белый король · d5 белый ферзь · a4 чёрный король · c4 белый круг · d4 белый круг · c2 чёрный круг · f2 чёрный круг · h2 чёрный ферзь · g1 чёрный круг | c7 чёрный круг · g7 белая пешка · c6 белый круг · c5 белый король · d5 белый ферзь · a4 чёрный король · c4 белый круг · d4 белый круг · c2 чёрный круг · f2 чёрный круг · h2 чёрный ферзь · g1 чёрный круг | c7 чёрный круг · g7 белая пешка · c6 белый круг · c5 белый король · d5 белый ферзь · a4 чёрный король · c4 белый круг · d4 белый круг · c2 чёрный круг · f2 чёрный круг · h2 чёрный ферзь · g1 чёрный круг | c7 чёрный круг · g7 белая пешка · c6 белый круг · c5 белый король · d5 белый ферзь · a4 чёрный король · c4 белый круг · d4 белый круг · c2 чёрный круг · f2 чёрный круг · h2 чёрный ферзь · g1 чёрный круг | c7 чёрный круг · g7 белая пешка · c6 белый круг · c5 белый король · d5 белый ферзь · a4 чёрный король · c4 белый круг · d4 белый круг · c2 чёрный круг · f2 чёрный круг · h2 чёрный ферзь · g1 чёрный круг | c7 чёрный круг · g7 белая пешка · c6 белый круг · c5 белый король · d5 белый ферзь · a4 чёрный король · c4 белый круг · d4 белый круг · c2 чёрный круг · f2 чёрный круг · h2 чёрный ферзь · g1 чёрный круг | c7 чёрный круг · g7 белая пешка · c6 белый круг · c5 белый король · d5 белый ферзь · a4 чёрный король · c4 белый круг · d4 белый круг · c2 чёрный круг · f2 чёрный круг · h2 чёрный ферзь · g1 чёрный круг | 3 |
| 2 | c7 чёрный круг · g7 белая пешка · c6 белый круг · c5 белый король · d5 белый ферзь · a4 чёрный король · c4 белый круг · d4 белый круг · c2 чёрный круг · f2 чёрный круг · h2 чёрный ферзь · g1 чёрный круг | c7 чёрный круг · g7 белая пешка · c6 белый круг · c5 белый король · d5 белый ферзь · a4 чёрный король · c4 белый круг · d4 белый круг · c2 чёрный круг · f2 чёрный круг · h2 чёрный ферзь · g1 чёрный круг | c7 чёрный круг · g7 белая пешка · c6 белый круг · c5 белый король · d5 белый ферзь · a4 чёрный король · c4 белый круг · d4 белый круг · c2 чёрный круг · f2 чёрный круг · h2 чёрный ферзь · g1 чёрный круг | c7 чёрный круг · g7 белая пешка · c6 белый круг · c5 белый король · d5 белый ферзь · a4 чёрный король · c4 белый круг · d4 белый круг · c2 чёрный круг · f2 чёрный круг · h2 чёрный ферзь · g1 чёрный круг | c7 чёрный круг · g7 белая пешка · c6 белый круг · c5 белый король · d5 белый ферзь · a4 чёрный король · c4 белый круг · d4 белый круг · c2 чёрный круг · f2 чёрный круг · h2 чёрный ферзь · g1 чёрный круг | c7 чёрный круг · g7 белая пешка · c6 белый круг · c5 белый король · d5 белый ферзь · a4 чёрный король · c4 белый круг · d4 белый круг · c2 чёрный круг · f2 чёрный круг · h2 чёрный ферзь · g1 чёрный круг | c7 чёрный круг · g7 белая пешка · c6 белый круг · c5 белый король · d5 белый ферзь · a4 чёрный король · c4 белый круг · d4 белый круг · c2 чёрный круг · f2 чёрный круг · h2 чёрный ферзь · g1 чёрный круг | c7 чёрный круг · g7 белая пешка · c6 белый круг · c5 белый король · d5 белый ферзь · a4 чёрный король · c4 белый круг · d4 белый круг · c2 чёрный круг · f2 чёрный круг · h2 чёрный ферзь · g1 чёрный круг | 2 |
| 1 | c7 чёрный круг · g7 белая пешка · c6 белый круг · c5 белый король · d5 белый ферзь · a4 чёрный король · c4 белый круг · d4 белый круг · c2 чёрный круг · f2 чёрный круг · h2 чёрный ферзь · g1 чёрный круг | c7 чёрный круг · g7 белая пешка · c6 белый круг · c5 белый король · d5 белый ферзь · a4 чёрный король · c4 белый круг · d4 белый круг · c2 чёрный круг · f2 чёрный круг · h2 чёрный ферзь · g1 чёрный круг | c7 чёрный круг · g7 белая пешка · c6 белый круг · c5 белый король · d5 белый ферзь · a4 чёрный король · c4 белый круг · d4 белый круг · c2 чёрный круг · f2 чёрный круг · h2 чёрный ферзь · g1 чёрный круг | c7 чёрный круг · g7 белая пешка · c6 белый круг · c5 белый король · d5 белый ферзь · a4 чёрный король · c4 белый круг · d4 белый круг · c2 чёрный круг · f2 чёрный круг · h2 чёрный ферзь · g1 чёрный круг | c7 чёрный круг · g7 белая пешка · c6 белый круг · c5 белый король · d5 белый ферзь · a4 чёрный король · c4 белый круг · d4 белый круг · c2 чёрный круг · f2 чёрный круг · h2 чёрный ферзь · g1 чёрный круг | c7 чёрный круг · g7 белая пешка · c6 белый круг · c5 белый король · d5 белый ферзь · a4 чёрный король · c4 белый круг · d4 белый круг · c2 чёрный круг · f2 чёрный круг · h2 чёрный ферзь · g1 чёрный круг | c7 чёрный круг · g7 белая пешка · c6 белый круг · c5 белый король · d5 белый ферзь · a4 чёрный король · c4 белый круг · d4 белый круг · c2 чёрный круг · f2 чёрный круг · h2 чёрный ферзь · g1 чёрный круг | c7 чёрный круг · g7 белая пешка · c6 белый круг · c5 белый король · d5 белый ферзь · a4 чёрный король · c4 белый круг · d4 белый круг · c2 чёрный круг · f2 чёрный круг · h2 чёрный ферзь · g1 чёрный круг | 1 |
|   | a | b | c | d | e | f | g | h |   |

Перекрёстный шах — объявление шаха в ответ на шах соперника. Фигура, объявляющая перекрёстный шах, одновременно должна сбить угрожающую королю фигуру противника или же встать между ней и своим королём. Перекрёстный шах — типичный тактический приём в ферзевом эндшпиле, нередко встречается он и в шахматной композиции.
В позиции из партии Михаил Ботвинник — Николай Минев (Амстердам, 1954) после хода 91. Крc5!!, чёрные сдались, так как нет возможности защититься от угрозы g8Ф. Любой шах черных приводит к выгодному для белых размену ферзей. На 91…Фc7+, 91…Фg1+, 91…Фf2+ и 91…Фc2+ белые отвечают перекрёстными шахами 92. Фc6+, 92. Фd4+, 92. Фd4+ и 92. Фc4+ соответственно.